# Metschnikowia kamakouana
Metschnikowia kamakouana är en svampart som beskrevs av Lachance 2005. Metschnikowia kamakouana ingår i släktet Metschnikowia och familjen Metschnikowiaceae.   Inga underarter finns listade i Catalogue of Life.